# Eva Lootz
Eva Lootz, née à Vienne (Autriche) en 1940, est une sculptrice autrichienne. Elle vit et travaille à Madrid.

## Biographie
Après avoir étudié les beaux-arts, elle suit une formation sur la musicologie et le cinéma. En 1965, elle s’installe en Espagne. Elle vit à Madrid.
Elle utilise différentes techniques : la sculpture, le dessin, la gravure, la photographie, le son, la vidéo, les installations artistiques.
Dans ses premières œuvres, Eva Lootz utilise des matériaux naturels tels que le coton, la terre et les graines. Elle s'intéresse ensuite aux minéraux et aux matières premières. Elle s'attache aux traces que laissent l'extraction et le traitement des minéraux dans le paysage. Matière, écologie, territoire et genre sont des thématiques qui alimentent son travail.
Pour l'exposition universelle de 1992 de  Séville, elle réalise NO-MA-DE-JA-DO. Elle installe Le Proyecto Recoletos à Madrid en 2004 et La oreja parlante sur la rive droite de l'Èbre. 
En 2005, Eva Lootz démarre un nouveau projet Hydrographie. Cette fois, elle s'intéresse aux fleuves de la péninsule Ibérique et aux traces qu'ils laissent dans le paysage. Elle réalise une série de sculptures en marbre pour indiquer les variations telles les crues, les débits, les parcours. Elle explore l'impact des fleuves et de leurs variations sur la population. Elle expose ce travail lors de l'exposition La canción de la tierra à Madrid en 2016. 

## Expositions
- Caer, Fondation Pilar et Joan Miró, Palma de Mallorca, 1996
- Eva Lootz. La madre se agita, L'Almodí, Valence, 1997
- La lengua de los pájaros, Palais de Cristal, Museo Nacional Centro de Arte Reina Sofía, Madrid, 2002
- La canción de la tierra, Madrid, 2016

## Prix
- Prix national d'arts plastiques espagnol, 1994[4]
- Prix Tomás Francisco Prieto, Museo Casa de la Moneda, 2009[5]
- Premier prix, Fundación Arte y Mecenazgo, 2013[6]